# 忒尔喀涅斯
忒尔喀涅斯在希腊神话中是罗得岛的第一批居民，出色的冶金术士。他们是蓬托斯和塔拉萨的子女，被描述成带蹼的半人半水獭形象，在克里特岛和塞浦路斯知名。他们接受瑞亚的委托，抚养波塞頓长大。
在后期的神话中他们变成了邪恶的巫师，被宙斯打入大海。